# Kanton Châteaumeillant
Kanton Châteaumeillant (francouzsky Canton de Châteaumeillant) je francouzský kanton v departementu Cher v regionu Centre-Val de Loire. Tvoří ho 11 obcí.

## Obce kantonu
- Beddes
- Châteaumeillant
- Culan
- Préveranges
- Reigny
- Saint-Christophe-le-Chaudry
- Saint-Jeanvrin
- Saint-Maur
- Saint-Priest-la-Marche
- Saint-Saturnin
- Sidiailles